# リボンの騎士
『リボンの騎士』（リボンのきし）は、手塚治虫による少女漫画作品およびそれを原作とする作品群のことを指す。手塚の20代の頃の連載漫画代表作の一つであり、少女向けストーリー漫画の先駆け的な作品。

## 概要
天使・チンクの悪戯で誕生した、男の心と女の心を持つサファイア王女（王子）をヒロイン兼ヒーローに据えたファンタジー作品。お姫様が「男装の麗人」となって悪人と戦うという、当時の少女漫画としては斬新な内容であった。
手塚自身が幼少のころから親しんだ宝塚歌劇団の影響を強く受けており、サファイアのモデルは元宝塚歌劇団娘役の淡島千景である。当時、淡島の大ファンだった手塚が、娘役である淡島がたまたま男役を演じた舞台(ウィリアム・シェークスピア原作のベニスの商人のポーシャの役であろう)を観劇して、それをヒントにサファイアを考え出したという。なお、テレビアニメでサファイアの声を担当した太田淑子も宝塚歌劇団出身の元タカラジェンヌである。本作を元にしたミュージカル公演が数回行われている。ただし、宝塚歌劇団に演目として取りあげられたことはない。
少女漫画としては一般に記憶される初の「戦う少女」であり、今で言うところの変身、コスプレ、ツンデレなどの萌え要素を先駆け的に含んでいた。もっとも、西洋ものの仮面をつけた少女剣士の漫画は松本かつぢの「？（なぞ）のクローバー」が20年ほど前に存在している。

## 漫画
手塚自身による漫画には、『少女クラブ』の1953年1月号から1956年1月号に連載された少女クラブ版、『なかよし』の1958年1月号から1959年6月号に連載された少女クラブ版の続編（これは後に単行本化の際に『双子の騎士』と改題された）、同誌の1963年1月号から1966年10月号に連載されたなかよし版、最後に『少女フレンド』の1967年24号から29号に連載された少女フレンド版の計4回の連載がある。掲載誌はいずれも講談社である。
『双子の騎士』（連載時の題は『リボンの騎士』）では、結婚したサファイアとフランツの間に生まれた男女の双子・デージィ王子とビオレッタ姫が主人公。ダリア公爵夫妻の陰謀で兄のデージィが森に捨てられてしまい、妹のビオレッタが王子と姫の二役を務め、二代目・リボンの騎士に変身して悪党に立ち向かう。詳しくは当該記事を参照。
なかよし版は最初は少女クラブ版を踏襲していたが、海賊ブラッドや女神ビーナスなど登場人物が増えて、物語の後半の展開は複雑になっている。
少女フレンド版はSF仕立てで25世紀に生きる発明家のフランツが主人公。先祖のサファイアにタイムマシンで会いに行き、恋が芽生えるという内容であった。手塚はあまり乗り気でなくて原案のみで、作画は当時虫プロに所属していた北野英明が担当した。少女フレンド版は長らく単行本化や再収録がされておらず幻の作品となっていたが。2025年6月に初めて立東舎から発売の「リボンの騎士 ミッシング・ピーシズ」に収録される。

## 登場人物
担当声優はテレビアニメ版 / KYOTO手塚治虫ワールド上映のオリジナルアニメ版の順に表記。テレビアニメ版の括弧書きはパイロットフィルムのキャスト。一つしか記載がない場合は、テレビアニメ版でのキャスト。

### 少女クラブ版初出
サファイア
声： 太田淑子 （白石冬美 ）/ 冬馬由美
主人公兼ヒロイン。版によってはサファイヤとも。天使チンクのいたずらで、男と女のふたつの心を持って誕生したシルバーランド（少女クラブ版ではサファイヤ国）の王女。国の法律で男性にしか王位継承権がないため、王子として育てられた。かつらで謎の美少女「亜麻色の髪の乙女」に変装して行った舞踏会で隣国ゴールドランドの王子・フランツと恋に落ち、途中からは仮面をつけて「リボンの騎士」に変装した姿で悪党に正義の剣を振るう。
原作では「王子として生きなければならない宿命」と戦う王女として描かれ、フランツから仇敵と誤解されて憎まれてしまい葛藤する。なかよし版ではおしとやかで儚げな性格で、少女クラブ版ではなかよし版よりも活発で溌剌とした性格。
アニメ版では年齢が原作より低めで、活発と言うよりもやんちゃなお転婆娘。自分は王子らしく生きたいと思っており、女の子扱いされると激怒していたが、フランツに恋をしてからは、成長とともに自分が女性である事を受け入れていく。後にチンクの働きにより男性の心と決別し、フランツと無事に結婚することになった。
チンク
声： 貴家堂子 / 熊谷ニーナ
サファイアに男の心を飲ませてしまった天使の子供。父である天の神様に罰としてサファイアから男の心を抜き取る事を命じられ、人間に転生させられ下界に落とされてしまう。以降は、サファイアを助ける小さなナイトとして大活躍。元々は裸で背中に翼が生えた見るからに天使らしい姿だったが、地上に下ろされた後は天使の羽のついた緑の帽子と服を身にまとっている。神の奇跡のような不思議な力を使う。動物と会話ができる。
原作ではあくまでもサファイアから男の心を取って天国に帰るために行動しており、特に少女クラブ版ではそれが顕著。しかし、なかよし版では途中で苦悩し、使命よりもサファイアを助ける事を優先するようになる。一方でアニメ版ではサファイアとは姉弟のような関係で、「サファイアのアシスタント」を自称し、彼女のためならどんな苦しい事でもすると誓っている。
フランツ・チャーミング
声： 喜多道枝、井上真樹夫（40・41話のみ） / 宮田幸季
隣国ゴールドランド（少女クラブ版ではシルバーランド）の王子で、サファイアが変装した「亜麻色の髪の乙女」と恋に落ちる。原作とアニメではほぼ別人。ファーストネームを持つ作中唯一のキャラ。
原作では生真面目で品行方正な美青年。陰謀に巻き込まれ、王様を暗殺した容疑をかけられて投獄されてしまう。自分を救ってくれた「亜麻色の髪の乙女」に感謝し愛を深めるが、その正体であるサファイアのことは自分を陥れた怨敵と勘違いして憎んでいる。
少女クラブ版ではヘケートと人魚姫、なかよし版ではビーナスから想いを寄せられている。なかよし版では見かねたブラッドに教えてもらうまでサファイアが「亜麻色の髪の乙女」だと気づかなかった。少女クラブ版では数ある版で唯一自力でサファイアが「亜麻色の髪の乙女」だと見破り、理解者として彼女を見守る包容力を見せている。少女フレンド版では25世紀からタイムマシンで来た発明家という設定で、先祖のサファイアが実は女性だったと知り恋に落ちる。
アニメ版ではスター・システムにより、ロック・ホームが遊び人風でそつのないませた少年として演じている。サファイアの性別を探るようジュラルミンに頼まれていたためサファイアが女だと察しており、投獄もされていないのでサファイアとは気の合う悪戯友達だった。サファイアが亜麻色の髪の乙女の正体だと知ると命に代えてもサファイアを守る事を誓い、ともにX連合に立ち向かっていく。サファイアと親しい口ぶりのリボンの騎士に焼き餅を焼いた末、身を引こうとしたことも。
王様
声：小林恭治 （富田耕生）/ 丸山詠二
サファイアの父。プラスチックが王位継承者になる事を危ぶみ、生まれたばかりのサファイアを王子に仕立てさせた。
アニメでは40歳くらいだが、原作では白いひげを生やしていて老人と言っていい年齢。
王妃
声：新道乃里子 / 山田美穂
サファイアの母。高貴な品格と心優しさを兼ね備えた美しい貴婦人。
王女として生まれながら、王子として生きなければならないサファイアのことを憂いている。
ジュラルミン大公
声：雨森雅司 （熊倉一雄 ）/  茶風林
王様のいとこ。熊の耳に似た髪型が特徴。息子のプラスチックに王位を継がせてシルバーランドを我が物にする野望を抱き（ジュラルミン本人には王位継承権はない）、王子とされているサファイアの正体が女である事を暴こうと画策する。
少女クラブ版・アニメ版では念願叶って王位奪取を果たした矢先に、ナイロンの裏切りに遭い暗殺されてしまう。なおアニメ版では第40話でナイロン共々、X連合と密かに取引していた。なかよし版では、プラスチックがサファイアと共にナイロンの毒矢を受けて瀕死の重傷を負う事態となってしまい、自分の罪を恥じて自害する。
プラスチック
声：北川智恵子
ジュラルミンの息子。18歳。父に似ずボンクラで、年齢よりも幼い言動のため側近の手を焼かせる。
アニメ版ではどこからどう見ても幼児にしか見えず、ジュラルミンの死後はナイロンに放り出されたまま、消息不明となっている。
少女クラブ版・なかよし版では父の望み通り王位を継ぐことになるが、少女クラブ版ではチンクの父の助けによって、なかよし版では取り出されたサファイアの男の心をいたずらで飲み込み、賢君に大変身。サファイアの正義感を受け継いだため、皮肉にも父の行いを否定し、サファイアに王権を返上、彼女の忠実な騎士となる。
ナイロン卿
声：納谷悟朗 / 掛川裕彦
ジュラルミンの腹心。悪知恵に長けた陰謀家で、大きな鼻が特徴。様々な策略で、何度もサファイアを追い詰める。
少女クラブ版・アニメ版ではジュラルミンには出世欲から従っているだけで、その後ジュラルミンを裏切り殺害する。こうして王位を簒奪するものの、少女クラブ版では王の暮らしに疲れ、罪を懺悔してシルバーランドを去る。アニメ版ではプラスチックを追い払って王位に付き、X連合を迎え入れるが、エックスに使い捨てにされた挙句、ジュラルミンの亡霊の復讐を恐れるあまり錯乱状態となり、崩壊する城もろとも最期を遂げた。なかよし版では隣国の王・ウーロン候と組むも悪事が露見して国を追われた挙句、フランツに「あんなやつほうっとこう」で片付けられてしまう。
なお、テレビアニメ版で声を担当した納谷は、アニメ版のナレーターも兼任していた。
うらなり博士
声：西桂太
シルバーランドに仕える学者で、サファイアの王子としての教育係。口調がズーズー弁でなまっている。サファイアが王子として育てられたきっかけは、うらなり博士が上述した口調のせいで、誕生したサファイアを王女と言ったのを発音の違いから（「王ズ様」）、伝令が王子だと勘違いしたため。
少女クラブ版ではばあやと恋仲だが、サファイアをめぐってケンカばかりしていた。最終回ではサファイアとフランツの結婚式の予算の余りで、ばあやとの結婚式を挙げられることが決まったとばあやに話していた。
ばあや
声：麻生美代子
サファイアの乳母で、サファイアの王女としての教育係。サファイアが王女として生きられない事を常に嘆いている。
ガリゴリ
声：池田一臣（近石真介）
王室に仕える小柄な侍従。大型のカメラを使った写真撮影が得意で、マリという一人娘がいる。
魔王メフィスト
声：塩見竜介（納谷悟朗）
原作では魔法博士にして大魔王という設定で少女クラブ版にのみ登場。娘・ヘケートの乱暴な性格に困り果て、彼女をおしとやかで女らしい性格にしようとサファイアの女の心を狙う。しかし、娘のことは非常に愛しており、彼女の死に関わったフランツに復讐しようとしたこともある。
アニメ版では逆におとなしすぎるヘケートを大魔女にしようと、ヘル夫人と夫婦でサファイアの男の心を狙う（人間の男の心には魔力を増幅させる力があるらしい）。最後は大魔王に逆らってX連合からヘケートを守り、大魔王によって山に姿を変えられてしまう。
ヘケート
声：荘司美代子→白石冬美→武藤礼子→栗葉子
悪魔の娘。少女クラブ版・なかよし版・アニメで設定がまったく異なる。
少女クラブ版ではメフィストの実の娘だが、乱暴な性格で父親の頭痛の種。困り果てたメフィストが、もっと女らしい性格にするために、サファイアの女の心を狙うことになる。ネズミの耳のような髪形をしている。
なかよし版では母・ヘル夫人が「大国の王子と結婚させるために魔法で造った娘」。髪型はサイドテールで、服装は動きやすいパンツルック。乱暴というより蓮っ葉な性格で、本人は女らしさを押しつけられることに反発している。
アニメではメフィスト・ヘル夫婦の一人娘で、原作とは逆に魔女としてはあまりに優しすぎ、おとなしすぎる性格。それが災いしてか、魔法もあまり使えない。「このままでは魔女として一人前になれない」と心配した両親が、もっと強気な性格にするためにサファイアの男の心を狙うことになるが、当の本人はサファイアと友達になってしまう。悪魔の山を攻略しに来たX連合の小隊長・ガーナと恋に落ち、大魔王に永遠の命と魔力を奪われるが、皮肉にもそれによって人間になり、ガーナとの恋の障害はなくなって彼と結ばれた。
原作ではいつのまにかフランツを本気で愛してしまい、それゆえに命を落とすことになる。特になかよし版では、母が死ねば自分も死ぬと知りながら母を倒そうとするフランツに手を貸し、醜い姿を見られたくないと一人死んでいく最も悲劇的な役を演じている。少女クラブ版ではフランツを愛したのはサファイアの女の心を飲んだため。なかよし版ではサファイアと関係なしにフランツに好意を抱くが、想いを口にすることはなかった。
ガマー
声：森山周一郎→大塚周夫（25話のみ）
シルバーランドの牢番。背中にこぶのある小男で、『ノートルダムのせむし男』の主人公・鐘つき男カジモドがモデル。
ジュラルミンに投獄されたサファイアと王妃を虐げてこき使う。ジュラルミンから二人の殺害を命じられるが、サファイアを追う途中で階段から転落。サファイアに介抱されたことで改心・和解する。
スター・システムによって、『ジャングル大帝』等で登場してきたロンメルが演じている。

### なかよし版初出
ヘル夫人
声：志摩燎子→来宮良子
魔女。原作ではなかよし版にのみ登場。娘・ヘケートを王国の王子に嫁がせて王国の実質的支配者となる野望のために、ヘケートをおしとやかで女らしい性格にしようとサファイアの女の心を狙う。
アニメ版ではメフィストの妻という設定で後半部から登場。原作とは逆に、おとなしすぎるヘケートを大魔女にしようとサファイアの男の心を狙う。最後は大魔王に逆らってX連合からヘケートを守り、大魔王によって湖に姿を変えられてしまう。
ブラッド
声：戸田皓久→広川太一郎
原作ではなかよし版のみに登場。海賊の頭領で、ワイルドで豪胆なタフガイ。サファイアに好意を寄せ、大胆にアプローチする。実は貴族出身で本名は「ハインリッヒ」だが、彼を嫌う叔父によってイタリア貴族の屋敷で預けられるもそこで受けた不当な仕打ちに耐えかねて出奔・海賊になった。そして政争で行方不明のゴールドランド第一王子、つまりフランツの実兄である可能性が示唆されている。結局サファイアへの想いは叶わなかったが、最後まで彼女のために奔走した。
瀕死のサファイアを救うべく黒真珠島の秘薬を取りに行くが、彼に好意を寄せて島を出るのを止めようとした島の女王・パルパの矢に射られて深手を負ってしまう。それでも「薬はサファイアのものだ」と固辞し、男気に免じたパルパから見逃される。しかし帰還した時にはすでにサファイアは息絶えてしまっており、それでも最後まで自身の傷に秘薬を使うことはせず、「なんと男らしい方」とサファイアの侍女達に評され、そのまま息を引き取る。
アニメ版ではジュラルミンにお辞儀をしなかった罰で囚人にされていまい、サファイアとフランツに救出された後海賊になった。その後も数回に渡って登場し、サファイアを助ける。原作と異なりフランツとの血縁関係はない。
本編ではサファイアと結ばれなかったが、後に『ブラック・ジャック』の「二つの愛」でサファイアと共に夫婦として登場している。
ビーナス
声：武藤礼子
すべての愛と命を司る天国の女神。絶世の美貌の持ち主だが、非常に気まぐれで嫉妬深い性格。
なかよし版ではサファイアを救ってもらおうとやって来たフランツに好意を抱く。フランツの願いを叶えた後はサファイアの美しさを妬み、二人の仲を引き裂いてフランツを奪おうとする。
最後はサファイアにかけようとした魔法にかかってブタの姿になってしまい、チンクに連れられて天国に帰っていった。
アニメ版ではフランツとの絡みはなく、母の病気を治してもらいに訪れたサファイアに、願いを叶えるのと引き換えにその美しさを妬んで顔を醜く変える。それでも飽き足らず心の美しさをも消し去ろうとして天のお父様の怒りを買い、制裁としてブタに変えられた。同時にサファイアも元の顔に戻った。
エロース
声：池田昌子
ビーナスに仕える天馬で、彼女の気まぐれに手を焼いている。人のことばを話し、人間の姿に変身することもできる。だが動物には見抜かれてしまうため、フランツの馬に求愛されてしまい、困惑するシーンもあった。
なかよし版ではビーナスの命令に従順に従っていたが、最後はビーナスに逆らってサファイアを助け、怒ったビーナスによって草花に変えられてしまう。
ウーロン候
なかよし版のみに登場。ばかで愚鈍だと有名な隣国の王様。財宝を手にすり寄って来たナイロンと手を組み、サファイアを投獄する。
実は機知に富んだ策略家で、「王さまはかしこすぎるといけないんだ」とわざと愚王のふりをしている。投獄したのもナイロンの動向を見定めるためであり、その企みを見抜いてサファイアを助ける（単行本化された漫画の版によっては短縮のため話がカットされていて登場しない）。
明記されていないが、スター・システムによって佐々木小次郎が演じている。
フリーベ
なかよし版のみに登場。隣国の女剣士。ビーナスの魔法で記憶を失くし彷徨うサファイアと出会い、サファイアが女だと知らずに好意を寄せて結婚を迫る（単行本化された漫画の版によっては短縮のために話がカットされていて登場しない）。
実はウーロン候の妹。サファイアが女だと知らされて落ち込むが、追っ手からかばって逃がしてくれる。

### アニメ版初出
エックス
声：小林修
アニメ版のみに登場。謎の征服軍・X帝国連合軍の冷酷非情なリーダー。鉄の甲冑と兜を身にまとい、素顔を見せない。
無数の部下と強力な兵器でシルバーランド周辺の国々を次々と攻め落としており、今度はゴールドランド・シルバーランドを取り込もうと、ジュラルミンおよびナイロンを利用する。X連合は世界中にメンバーが存在するらしく、外部の者との約束は守らない。
X連合の正体もエックス自身の正体も、とうとう最後まで明らかにはならなかった。その後に崩壊する城もろとも下敷きとなり死亡した。
チビ
アニメ第2話から登場した、木こりの家の褐色の少年。父と祖父と3人で暮らしている。ひょんなことからサファイアと知り合い親友になっている。35話では祖父ひき逃げした黒い馬車の男サファイアと共に追いつめるなど活躍もしている。
バロン
アニメ第3話「武術大会の巻」に登場した黄金色の鎧をまとった巨漢の騎士でシルバーランドで開催された武術大会に参戦し決勝でサファイアと対戦する。各国のいくつもの武術大会に出場した歴戦の豪傑。その腕を見込んだジェラルミンがサファイアを暗殺させようと企み依頼を引き受けるが、長年の宿敵であったギロチーヌが謀殺されたことをサファイアから聞かされそれがナイロンたちの仕業と勘づき裏切りわざと負ける、その後追手の刺客たちを始末した後再戦を挑んだサファイアを相手にこれを制し「あんたには知恵も勇気もあるもっと修行なさるがよい」と激励を残して去っていく。
ギロチーヌ
声加藤精三
アニメ第3話「武術大会の巻」に登場した銀色鎧をまとった騎士。バロンとは長年の宿敵同士で巨漢の彼と反対に痩せている。過去7度の対決でいづれも勝敗はつかず引き分けているほど互角に渡り合う実力者。顔に横一文字の傷がある。その実力からサファイア暗殺の失敗を危ぶんだナイロンたちの騙し討ちの襲撃で謀殺される、その一部始終を目撃したサファイアが決勝でバロンそのことをバロンに突きつける。このことを知ってバロンはサファイア暗殺依頼をやめナイロンを裏切ることを決意する。
バグーン
第6話「コビトと巨人」に登場した小人の少年。巻貝の中に閉じ込められシルバーランドに流されたところをチンクに救われる。元ランプの精の巨人である父親のところにまで送り届けてもらえるよう願いでる。その後サファイアとチンクによって送り届けられた故郷の島で無事父親の巨人と再会する。おこると父親同様額に角が生える。
天馬
アニメ第8話「幻の馬」で登場。
眠りの精サンド
声 :大山のぶ代
アニメ第11話「ねむりの精」に登場する森にすむ眠りの精。プラスチックが夏であるにもかかわらず「冬の苺が食べたい」とごねたためにナイロン兵士に森へ取りに行かせたところ森を荒らしてしまいそのことに怒って襲撃。兵士たちはナイロンから「冬イチゴが食べたいと言ったのはサファイアだ」と嘘を教えられていたためそれを信じて弟エンドと共にサファイアを襲撃。けれどもサファイアは気絶してしまい仕方なく起きていた真犯人のプラスチックを不眠症の呪いにかけてしまう。その後森に単身乗り込んできたサファイアの礼儀を尽くした願いを受けてプラスチックを元に戻す薬を渡す。最後は寝込みを襲おうとしたナイロンを不眠症にしてサファイアを助け彼女からの借りを返す。
ジェム
第12話「おんぼろ王子」に登場したサファイアに瓜二つの顔をしたジプシーの孤児の少年。お城の王子にあこがれてサファイアの提案で彼女と服を取り換えてい一日だけ入れ替わる。
ブラン公爵
アニメ第13話「バラの館」にて登場する貴公子で、その正体はシルバーランド南の谷に住める植物たちとその精を統率する白薔薇の精。ジェラルミン大公の要塞建築を知り、一族を守るためサファイアに助力を求める。
ルージュ公爵
ブラン公爵の弟で赤バラの精。仲間を思いやる兄とは違い、自身の保身のみを考え、ジェラルミン大公に取り入って新しい土地を手に入れようと目論む。サファイアとの対決ではクマンバチを嗾けてサファイアを追い詰めるが、ブラン公爵がサファイアに加勢したため敗北。その後王宮に乗り込み、ジェラルミン大公にサファイアの正体を証言する見返りとして、自身の分身である赤バラを庭で育ててくれるよう懇願するが拒否され、バラを床に叩きつけられて絶命した。

## 単行本

### 少女クラブ版
完全に網羅できていないとおもわれる。発行年も調査して補う必要あり。
- 『リボンの騎士』 全3巻（講談社）
- 手塚治虫漫画全集『リボンの騎士 少女クラブ版』 全2巻（講談社）
- グランドコレクション『リボンの騎士 少女クラブ版』 全2巻（講談社）
- 講談社漫画文庫『リボンの騎士 少女クラブ版』 全1巻（講談社）
- 「リボンの騎士［少女クラブ カラー完全版］」（ジェネオンエンタテインメント）、2003年。
- 「完全復刻版 リボンの騎士（少女クラブ版）スペシャルBOX」講談社、ISBN 978-4063647464（2009年1月15日）。
- 手塚治虫文庫全集『リボンの騎士 -少女クラブ版-』 全1巻（講談社）（2011年2月）。
- 「リボンの騎士 [少女クラブ カラー完全版]」（復刊ドットコム）、ISBN 978-4835449029（2012年11月22日）※　ジェネオンエンタテインメントから2004年に刊行された書籍の新装復刊。
- 「手塚治虫全集」『リボンの騎士少女クラブ版』全2巻（丸善ジュンク堂書店）（2022年1月～2月）。

### なかよし版
以下は完全な網羅ではないだろう。なお単行本等は収録された時期により､連載時のものとの内容の相違の程度に違いがある。
- 「なかよし増刊 なかよしコミックス」『リボンの騎士』 全5冊（雑誌スタイル）（講談社）（1964年8月～1966年6月）※（内容未完結）。
- 「別冊少女フレンド増刊」『リボンの騎士』全2冊（雑誌スタイル）（総集編）（講談社）（1967年5月～6月）※（内容未完結）。
- 「小学館 ゴールデンコミックス」手塚治虫全集『リボンの騎士』 全3巻（小学館）（1969年3月～5月）。※　初めての単行本完結。
- 「月刊てづかマガジンれお別冊」『リボンの騎士』全5冊（雑誌スタイル）、（虫プロ商事）（1971年11月～1972年3月）。
- 「ほるぷ版 手塚治虫選集」『リボンの騎士』全2巻（ほるぷ出版）（1972年6月）。
- 「文民社 手塚治虫作品集」『リボンの騎士』全1巻（文民社）（1977年6月）。
- 「講談社 手塚治虫漫画全集」『リボンの騎士』全3巻（講談社）（1977年6月～12月）。
- 「手塚治虫作品集」『リボンの騎士』 全1巻（手塚治虫作家生活40周年記念出版刊行会）（1984年1月）。
- 「KCスペシャル」『リボンの騎士』全2巻（講談社）（1987年11月～12月）。
- 「講談社コミックス グランドコレクション」『リボンの騎士』全2巻（講談社）（1994年12月）。
- 「講談社漫画文庫」『リボンの騎士』全2巻（講談社）（1999年10月）。
- 完全復刻版 リボンの騎士（なかよし版） スペシャルBOX、（講談社）、ISBN 978-4063647723（2009年5月28日）
- 「講談社 手塚治虫文庫全集」『リボンの騎士』 全2巻（講談社）（2009年10月）。
- 「復刻大全集」『リボンの騎士』（なかよしオリジナル版）全4巻（ただしBox4は後に『双子の騎士』と改題された内容）（復刊ドットコム）（2015年9月～2016年3月）。
- 新装版『リボンの騎士』 上下巻（リトルモア）、ISBN 978-4898154830（2018年10月27日）。
- 「手塚治虫全集」『リボンの騎士』全3巻（丸善ジュンク堂書店）（2021年4月～6月）。

### 少女フレンド版
（2020年10月の時点に於いて）これまで雑誌等への再掲載や単行本に収録されたことはない。いわゆる封印状態の作品である。
- 「リボンの騎士」少女フレンド版（手塚治虫作/北野英明画）概要

2025年6月に立東舎から発行される単行本『リボンの騎士 ミッシング・ピーシズ』ISBN 978-4-84564295-3 の中に初めて収録される。

## ラジオドラマ
ラジオ東京で連続ドラマ「リボンの騎士」が1955年の4月4日から9月27日まで放送された｡
月〜金曜の17時15分から17時30分までの15分放送で、全114回。

### スタッフ
- 原作：手塚治虫
- 脚色：仲沢清太郎

### 声の出演
- サファイヤ姫：高橋和枝
- その他：滝口順平、堀内敬子、劇団こまどり、キング児童合唱団

## アニメ

### 解説

大泉アニメゲートに設置されている「ねりまアニメ年表」の一コマ。

TVアニメ作品は虫プロダクションの製作で、フジテレビ系で1967年4月2日から1968年4月7日にかけて放送された（カラー全52回、音声モノラル）。
本作品は日本のテレビアニメ史上で少女が主人公である第二番目の作品である（第一番目は「魔法使いサリー（東映動画、横山光輝）」）。
TVアニメ化にあたってストーリーが大幅に変更されており、続きものの原作とは異なりおおむね一話完結となっている（22話から25話までおよび26話から29話まではそれぞれ四回連続で完結、また36話と37話および51話と52話は二回連続で完結のエピソード構成となっている）。原作や『双子の騎士』に登場・もしくはちなんだキャラクターが登場することもある。ストーリー後半ではクールランド国の雪の女王率いる軍隊との戦いや、侵略者Xが率いるX帝国連合軍との戦いが中心となっていき、原作漫画とは大きく異なる展開となっている。また、TVアニメではサファイアとフランツ王子（アニメ版ではロック・ホームが扮し、手塚によりデザインされた）、天使チンクの年齢は原作よりも低めに設定されている。
テレビアニメーションの放送に先駆けて1966年11月にパイロット版が虫プロダクションで製作されたが、こちらは後のテレビ本放送版よりも原作漫画に近いストーリー展開で、声優もテレビ版とは異なっていた（これは毎月あるいは隔週で1回1時間枠で手塚治虫の名作漫画をテレビアニメ化する「虫プロランド」の企画として準備がされていたもので、虫プロ版の『ジャングル大帝』の第1話も元々は同様であった。結局「虫プロランド」の構想は経営的に無理があるとして計画は放棄されて、「新宝島」（ただし同題の手塚のデビュー漫画とは異なりロバート・ルイス・スティーヴンソン原作「宝島」の翻案である）1本だけが作られて放送された）。
日本テレビ系列で放送された『鉄腕アトム（第2作）』の第27話「ブラックジャックの大作戦」（1981年4月8日放送、脚本：手塚治虫）として、リボンの騎士をオマージュしたエピソード（少女フレンド版と同様のSFタイムトラベル仕立て）が作られた。
また、TVアニメの放送から30年以上が過ぎた1999年に約8分のショートムービーが製作され、KYOTO手塚治虫ワールド（2011年1月16日までで閉館）で1999年12月4日に「弁慶と牛若丸」（7分）と同時に上映公開された。
その後、2008年の手塚治虫生誕80周年に向けて劇場用アニメーション作品として作る企画が立てられ、短いパイロットフィルム（監督：杉井ギザブロー）が作られたがその企画は実現はしていない。
2013年には、『Peeping Life』と手塚プロ&タツノコプロのコラボレーションアニメ『Peeping Life -手塚プロ・タツノコプロワンダーランド-』が放送された。
また、2009年から2020年まではカートゥーン ネットワークでデジタルリマスターHD版が繰り返し再放送された。また、地上波では岐阜県の岐阜放送で、2011年10月28日から2012年12月21日まで金曜夜6時に放送された。
手塚プロダクションがYouTubeに設立した「手塚プロダクション公式チャンネル」では、次の通りの期間限定無料配信が行われている。
- 2019年12月17日 - 2020年4月7日
- 2021年11月 - 2022年1月6日
- 2022年9月14日 - 同年12月14日
- 2023年5月11日 - 同年7月4日
- 2024年7月5日 - 同年9月13日
  - これと並行して、2024年8月24日20:00から9月13日まで全52話を一気に無料配信した。
- 2025年6月12日 - 同年8月22日（予定）
  - 並行して、2025年8月9日20:00から8月22日14:00まで全52話を一気に無料配信。

2021年4月19日には、YouTubeの「アニメログ」より期間限定無料配信が行われた。

### 放送概要
- 1967年4月2日 - 同年6月25日（1 - 13話）：日曜18:30 - 19:00（JST）
- 1967年7月2日 - 1968年4月7日（14 - 52話）：日曜18:00 - 18:30（JST）

最初は一社提供番組であったが、視聴率が予定していた20%台に達しないことを理由として単独スポンサーであったサンスター歯磨（当時）は降板した。そのため、1967年6月25日放送の第13話まで放送して、一旦延期して（打ち切りでは無い）、内容を再検討して同年10月から再スタートするという計画が立てられた。しかし既に虫プロは「『リボンの騎士』は1年間の放送番組である」という条件で文房具業者に本作品のキャラクター使用権を販売する契約を交していたため、放送中止・延期の計画があることを知った業者は契約違反に対する賠償請求を行う動きをみせた（その賠償金額を支払うよりも番組の製作を赤字採算のままでも続けた方がまだましであるという判断がなされた）。このため急遽、虫プロはフジテレビに対して放送継続への支援を申し入れ、結果的に時間枠を繰り上げて複数のスポンサーの相乗り番組とすることで放送を継続した（なお虫プロ社長であった手塚治虫は、国内では制作が赤字でも以前のアトムやジャングル大帝と同様に本作の放映権が海外に売れれば黒字にできると期待してアメリカのテレビ局と交渉を試みた。しかし当時は契約が得られなかった。）。

### 声の出演
- サファイヤ：太田淑子
- チンク：貴家堂子
- 王さま：小林恭治
- お妃さま：新道乃里子
- ジュラルミン大公：雨森雅司
- ナイロン卿：納谷悟朗
- 魔王メフィスト：塩見竜介
- ヘケート：荘司美代子→白石冬美→武藤礼子→栗葉子
- フランツ王子：喜多道枝、井上真樹夫（40・41話代役）
- プラスチック：北川智恵子
- 海賊ブラッド：戸田皓久→広川太一郎
- 魔女ヘル夫人 : 志摩燎子→来宮良子
- うらなり博士 : 西桂太
- ガリゴリ：池田一臣
- 乳母：麻生美代子
- X : 小林修
- その他の声の出演 : 肝付兼太、青野武、富山敬、加藤清三、田村錦人、野沢那智、山田康雄、永井一郎、丸山裕子、松島みのり 、大山のぶ代、八代駿、二見忠男、田の中勇、辻村真人、堀絢子、西尾徳、市原晴彦、木村幌、島田彰、鈴木泰明、雁坂彰、富田千代美、大塚周夫、北条みちる、三上由起、北村弘一、渡辺知子、細井重之、冬城五郎、森山周一郎、石津哲司、中曽根雅夫、引田耕志、関真知子、北島京子、伊東あつ子、菅野直行、筈見純、前川成人、牧恭介、熊倉一雄、杉浦宏策、田中信夫

### スタッフ
- 総監督：手塚治虫
- チーフディレクター：赤堀幹治、勝井千賀雄
- デザイナーディレクター：大貫信夫
- アニメーションディレクター：上口照人
- レイアウト：藤本四郎
- 作画監督：穴見和子（中村和子）[注釈 2]、宮本貞雄
- 作画制作：若尾博司、上口照人
- 美術監督：西田稔、あべこうじ
- 美術：西田稔、槻間八郎、竹内俊英
- 色彩設定：沢井裕之
- 撮影監督：熊谷幌史
- 編集：古川雅土
- 資料：飯塚正夫、岡野憲一
- 音楽：冨田勲
- 指揮：横山菁児
- 演奏：フールサンズ
- 音響監督：田代敦巳、明田川進
- 効果：虫プロ効果団（浦上靖夫・月岡弘）
- 録音：東京スタジオセンター（熊谷良兵衛）
- 現像：東洋現像所
- 設定監督：瀬山よしふみ
- 制作担当：小柳朔郎
- 制作事務：浅見民子、林小夜子
- 担当制作：斉藤一郎、渋江靖夫
- プロデューサー：渡辺忠美、黒川慶二郎
- 制作：虫プロダクション、フジテレビ（別所孝治）

### 主題歌
曲名は映像では紹介していない。を参照。
でのレコード用のステレオ音源では「王子編」の歌詞が使われている（セリフなし）。
オープニングテーマ（王子編）：「リボンの騎士」（インストゥルメンタル）
作曲・編曲 - 冨田勲 / 演奏 - フール・サンズ
第1話から数話まではインストゥルメンタル曲を使用。
オープニングテーマ（王子編）：「リボンの騎士」（歌詞あり）
作詞 - 能加平 / 作曲・編曲 - 冨田勲 / 歌 - 前川陽子、ルナ・アルモニコ
おそらく第5話から第25話まで「ぼくの」で始まる歌詞を使用。
オープニングテーマ（王女編）：「リボンの騎士」（歌詞あり）
作詞 - 能加平 / 作曲・編曲 - 冨田勲 / 歌 - 前川陽子、ルナ・アルモニコ
第26話から第52話まで「あたしの」で始まる歌詞を使用。
いわゆる「王子編」と「王女編」では歌詞だけでなくリズムと音律も異なり、「王女編」のスキャット部分には口笛が入る。前者の冒頭にはサファイヤ（太田淑子）のセリフが入っている。
エンディングテーマ：「リボンのマーチ」
作詞 - 能加平 / 作曲・編曲 - 冨田勲 / 歌 - 前川陽子、ヤング・フレッシュ

### 各話リスト
放送日はフジテレビ。
| 話数 | 放送日        | サブタイトル             | 脚本       | 演出              |
| ---- | ------------- | ------------------------ | ---------- | ----------------- |
| 01   | 1967年 4月2日 | 王子と天使               | 能加平     | 手塚治虫 月岡貞夫 |
| 02   | 4月9日        | 魔王登場の巻             | 能加平     | 大貫信夫          |
| 03   | 4月16日       | 武術大会の巻             | 能加平     | 富野喜幸          |
| 04   | 4月23日       | 踊れフランツ             | 能加平     | 富野喜幸          |
| 05   | 4月30日       | 怪物の谷                 | 能加平     | 坂口尚三          |
| 06   | 5月7日        | コビトと巨人             | 能加平     | 赤堀幹治          |
| 07   | 5月14日       | のろいの白鳥             | 能加平     | 上梨満雄          |
| 08   | 5月21日       | 幻の馬                   | 内山順一郎 | 瀬山義文          |
| 09   | 5月28日       | こわされた人形           | 能加平     | 富野喜幸          |
| 10   | 6月4日        | サファイヤのカーニバル   | 辻真先     | 上口照人          |
| 11   | 6月11日       | ねむりの精               | 能加平     | 大貫信夫          |
| 12   | 6月18日       | おんぼろ王子             | 辻真先     | 内田有紀彦        |
| 13   | 6月25日       | ばらの館                 | 能加平     | 正延宏三          |
| 14   | 7月2日        | 七匹の仔やぎ             | 能加平     | 上梨満雄          |
| 15   | 7月9日        | 黄金のキツネ狩り         | 辻真先     | 三輪孝輝          |
| 16   | 7月16日       | チンクとコレットちゃん   | 能加平     | 波多正美          |
| 17   | 7月23日       | さよならユーレイさん     | 辻真先     | 進藤満尾          |
| 18   | 7月30日       | ふしぎなカガミ           | 能加平     | 坂口尚三          |
| 19   | 8月6日        | 魔法のペン               | 能加平     | 上梨満雄          |
| 20   | 8月13日       | 怪獣カゲラ               | 能加平     | 北野英明          |
| 21   | 8月20日       | 世界一のおやつ           | 辻真先     | 富野喜幸          |
| 22   | 8月27日       | たいかん式の巻           | 能加平     | 手塚治虫          |
| 23   | 9月3日        | リボンの騎士現わる       | 能加平     | 内田有紀彦        |
| 24   | 9月10日       | 嵐のかんおけ塔           | 能加平     | 正延宏三          |
| 25   | 9月17日       | 王様バンザイ!!           | 能加平     | 坂口尚三          |
| 26   | 9月24日       | 雪の女王                 | 辻真先     | 上梨満雄          |
| 27   | 10月1日       | 急げ!黒雲島の巻          | 辻真先     | 北野英明          |
| 28   | 10月8日       | 鉄獅子                   | 辻真先     | 内田有紀彦        |
| 29   | 10月15日      | 雪の女王の最後           | 辻真先     | 坂口尚三          |
| 30   | 10月22日      | 空とぶ怪盗               | 辻真先     | 北野英明          |
| 31   | 10月29日      | チンクと海のお姫さま     | 能加平     | 上梨満雄          |
| 32   | 11月5日       | サファイヤの宝           | 能加平     | 高橋良輔          |
| 33   | 11月12日      | ピラミッドの怪人         | 能加平     | 坂口尚三          |
| 34   | 11月19日      | 巨鹿ムース               | 辻真先     | 内田有紀彦        |
| 35   | 11月26日      | 飛行船を追え!            | 能加平     | 西牧秀雄          |
| 36   | 12月3日       | 帰ってきた大魔女         | 能加平     | 高橋良輔          |
| 37   | 12月10日      | サファイヤを救え!        | 能加平     | 上梨満雄          |
| 38   | 12月17日      | 騎士の掟                 | 能加平     | 内田有紀彦        |
| 39   | 12月24日      | ビーナスのねたみ         | 能加平     | 北野英明          |
| 40   | 1968年 1月7日 | 恐怖のX帝国              | 熊井宏之   | 坂口尚三          |
| 41   | 1月14日       | おちゃめなテッピー       | 熊井宏之   | 瀬山義文          |
| 42   | 1月21日       | ねずみ取り大作戦         | 坂本雄作   | 西牧秀雄          |
| 43   | 1月28日       | ワナにかかったサファイヤ | 保富康午   | 奥田誠治          |
| 44   | 2月4日        | さけぶ白ワシ             | 辻真先     | 高橋良輔          |
| 45   | 2月11日       | チンクとゆうれい船       | 辻真先     | 赤堀幹治          |
| 46   | 2月18日       | ふしぎの森のサファイヤ   | 丸山正雄   | 西牧秀雄          |
| 47   | 2月25日       | さまようフランツ         | 坂本雄作   | 彦根範夫          |
| 48   | 3月3日        | 海に消えたサファイヤ     | 能加平     | 内田有紀彦        |
| 49   | 3月10日       | ヘケートのほほえみ       | 辻真先     | 南川博            |
| 50   | 3月24日       | バベル城の黒騎士         | 辻真先     | 内田有紀彦        |
| 51   | 3月31日       | 燃えるシルバーランド     | 能加平     | 坂口尚三          |
| 52   | 4月7日        | シルバーランド幸せに     | 能加平     | 坂口尚三          |

*第22話から第25話までは四話連続形式。
*第26話から第29話までは四話連続形式。
*第36話と第37話は二話連続形式。
*第51話と第52話は二話連続形式。
休止理由：
*1967年12月31日は映画『宇宙大戦争』（17:30 - 19:00）のため休止。
*1968年3月17日は『1968年第2回万国博デー』（日本万国博覧会関連番組。17:30 - 18:26）と『番組案内』（18:26 - 18:30）のため休止。

### 放送局

#### 同時ネット
- フジテレビ
- 関西テレビ
- 東海テレビ
- テレビ西日本[9]

#### 時差ネット
- 札幌テレビ：火曜 18:00 - 18:30[10]
  - 北海道文化放送では、1972年4月の正式開局直後、金曜19:00 - 19:30枠の『コートにかける青春』（フジテレビ制作・江崎グリコ一社提供）が日本テレビ系フルネット局となった札幌テレビの編成に残ったため、枠の穴埋めかつ実質的な再放送として同時間帯に放送した[11]。
- 仙台放送：木曜 18:15 - 18:45 → 水曜 18:15 - 18:45（第26話で終了） [12]
- 福島中央テレビ：月曜 - 金曜 7:40 - 8:10、土曜 8:00 - 8:30[13]※ 1970年に放送。
- 新潟放送：日曜 18:00 - 18:30[14]
- 北日本放送：月曜 17:30 - 18:00（1968年4月1日放送開始）[15]
- 広島テレビ：水曜 18:15 - 18:45

## 舞台
リボンの騎士
1983年7月5日 - 7月17日。渋谷パルコ スペース・パート3。出演:伊藤蘭、劇団電撃
リボンの騎士〜鷲尾高校演劇部奮闘記
1998年11月6日 - 12月18日。銀座セゾン劇場。出演：一色紗英、井ノ原快彦、鈴木蘭々、黒田勇樹他。脚本：横内謙介、演出：河毛俊作。
2011年2月26日 - 2月27日。神奈川県立青少年センター。出演：朝倉みかん、橋本昭博、今泉舞、伊藤大征、渕上彩夏他。脚本、演出：横内謙介。
2014年9月11日 - 9月14日。六行会ホール。出演：片山陽加、上木彩矢、椎名鯛造、内海啓貴他。脚本：横内謙介、演出：宇治川まさなり。
2016年3月10日 - 3月13日。六行会ホール。出演：鈴木裕乃、 伊藤優衣、佐伯太輔、水谷あつし他。脚本：横内謙介、演出：宇治川まさなり。
2018年6月16日・17日、厚木市文化会館 / 6月20日 - 7月1日、座・高円寺1。出演：新原武、高木トモユキ、伴美奈子他。脚本・演出：横内謙介。
本作品は、劇中にリボンの騎士のキャラクターが劇中劇という形で登場する形式が取られている。
リボンの騎士〜少女薔薇の英雄伝記〜
2001年8月8日 - 8月12日。スターキャスト製作。東京芸術劇場中ホール。出演：野村恵里（サファイア）、大坂俊介（フランツ）、ROLLY（ヘル夫人）、齋藤彩夏（チンク）他。脚本・演出：星要市。
リボンの騎士
2002年8月30日 - 9月1日。ハードランドミュージック製作。新宿文化センター大ホール。出演：茨木あゆみ（サファイア）、田中幸太朗（フランツ）、萩原加緒理（王妃）、速水けんたろう（ヘル夫人）、池内奈々美（チンク）、酒井一圭（ナイロン）、古谷暢一（ブラッド）、三谷六九（ジュラルミン）他。演出・振付：浦辺日佐夫、脚本・作詞：村田さち子、音楽：青木政憲。
2003年11月3日 - 11月24日（再演）。ハーモニーホール座間・ティアラこうとう。出演：冨岡真理央（サファイア）、松風雅也（フランツ）、萩原かおり（王妃）、速水けんたろう（ヘル夫人）、高橋愛子（チンク）、酒井一圭（ナイロン）、野沢聡（ブラッド）、池田紳一（ジュラルミン）、浅倉一男（プラスチック）他。
リボン
2003年12月5日 - 12月7日。一心寺シアター倶楽。出演:堀朱里、滝口ミラ
本作品は宝塚音楽学校に通う生徒の劇中劇として演じられている。

### リボンの騎士 ザ・ミュージカル
2006年8月1日 - 8月27日。新宿コマ劇場。出演：モーニング娘。、美勇伝他。以下に記述。
小川麻琴にとってはモーニング娘。としての事実上の卒業公演に当たり、本作の千秋楽をもってグループを卒業した。
キャスト 第1幕
- サファイア：高橋愛 - 実際は1役だが、亜麻色の髪の乙女やリボンの騎士、村娘など何変化も装いを変えて登場した。
- フランツ王子：石川梨華、安倍なつみ、松浦亜弥 - トリプルキャスト。公演日によって配役が異なった。
- 大臣：吉澤ひとみ - 原作のジュラルミンに相当。
- 大臣の息子：久住小春 - 原作のプラスチックに相当。
- 家臣ナイロン：小川麻琴
- 魔女へケート：藤本美貴
- 王・神さま：箙かおる（宝塚歌劇団専科）
- 王妃：マルシア
- 近衛兵：三好絵梨香・岡田唯
- 淑女：新垣里沙・亀井絵里・道重さゆみ・田中れいな・三好絵梨香・岡田唯・石川梨華 - 石川梨華の淑女役はフランツ王子役以外の時のみ務めた。また辻希美も淑女役を務める予定であったが、2006年7月のハロー!プロジェクトコンサートで右足を負傷したため、第1幕からは降板した。

キャスト 第2幕
- 牢番ピエール：石川梨華、三好絵梨香、辻希美 - トリプルキャスト。公演日によって配役が異なった。辻は前述の負傷から、髑髏などの装飾が施された松葉杖を突いての演技となった。
- 牢番トロワ：三好絵梨香 - この配役は辻希美と石川梨華がピエール役の時のみだった。「トロワ」はフランス語で「三」。
- 牢番コリン：岡田唯 - 「コリン」はフランス語で「岡」。
- 騎士ヌーヴォー：新垣里沙 - 「ヌーヴォー」はフランス語で「新」。
- 騎士トルテュ：亀井絵里 - 「トルテュ」はフランス語で「亀」。
- タレント・スカウト リュー：道重さゆみ - 「リュー」はフランス語で「道」。
- タレント・スカウト リジィエ：田中れいな - 「リジィエ」はフランス語で「田」。

スタッフ
- 監修：植田紳爾
- 脚本・演出：木村信司
- 音楽：甲斐正人
- スーパーバイザー：手塚眞
- 制作：コマ・プロダクション

### 2015年版
なかよし60周年記念公演 ミュージカル「リボンの騎士」のタイトルで上演。少女漫画雑誌『なかよし』創刊60周年を記念して製作されたミュージカル作品。
2015年11月12日から11月17日まで赤坂ACTシアター、12月3日から12月6日までシアターBRAVA!で上演（舞台の録画がテレビ放送され、DVD製品も販売された）。
キャスト（舞台・2015年版）
※所属は上演当時のもの。
- サファイア - 生田絵梨花（乃木坂46）[18]
- フランツ王子 - 神永圭佑
- 海賊ブラッド - 青木玄徳
- プラスチック - 赤澤燈
- 王妃 - 池田有希子
- 王 - 香取新一
- 乳母 - 野口かおる
- 博士 - 千代田信一
- 天使チンク - 神田愛莉
- ヘル夫人 - はいだしょうこ
- ナイロン卿 - 根本正勝
- ジュラルミン大公 - 八十田勇一
- ヘケート - 桜井玲香（乃木坂46）

スタッフ
- 演出・振付 - 上島雪夫[19]
- 脚本 - 浅井さやか
- 音楽 - かみむら周平

## CD・DVD
- 「リボンの騎士」（EPレコード、品番：CK-504）※詳細要調査。
- 「リボンの騎士」（1967年5月1日、朝日ソノラマ、ソノシート、品番：M-87）※OP、EP、収録ドラマ「王子と天使」。
- 「リボンの騎士」（1967年7月5日、日本コロムビア、品番：SCS-30）※OP、EP。
- 「リボンの騎士」（1967年9月2日、朝日ソノラマ、ソノシート、品番：N－3） ※OP、EP、収録ドラマ「悪魔の白鳥」。
- アニメ愛蔵版シリーズ「リボンの騎士」（1978年、日本コロムビア、LPレコード、品番：CS-7083）音楽：冨田勲　※ドラマ仕立ての豪華アルバム
- リボンの騎士（秋田CD文庫）秋田書店、1995年
- 懐かしのミュージッククリップ29「リボンの騎士」（1997年9月26日、東芝EMI、CD、品番：TOCT-9935、収録：41分）音楽：冨田勲。※ミュージッククリップ44との相違は不明。何らかの理由でキャンセルされて44として出し直した可能性。詳細要調査。
- [CDアルバム・ミニアルバム] 懐かしのミュージッククリップ44「リボンの騎士」（1998年8月26日、東芝EMI、CD、品番：TOCT-10404）、音楽：冨田勲（テレビアニメのサントラからのハイライト集）
- 「手塚治虫生誕70周年記念特別企画 リボンの騎士 TVオリジナル・サウンドトラック」（1999年8月21日に発売予定であったがキャンセルされた、CD4枚組、バンダイ・ミュージックエンタテインメント）※テレビ放送製作用BGM演奏の残存した音源テープを元に加工し収録したもので、作曲家からの販売差し止め請求により発売中止となり現物は存在しない幻の商品。
- リボンの騎士 Complete BOX[XT-2096/105][DVD10枚組]、コロムビアミュージックエンタテインメント、：2005年9月21日（虫プロ製作のテレビアニメの全エピソード＋パイロットフィルム）音楽：冨田勲
- CD『「リボンの騎士 ザ・ミュージカル」ソング・セレクション』 zetima EPCE-5415（初回生産限定版）/EPCE-5416（通常版）（2006年7月26日）
- DVD『リボンの騎士 ザ・ミュージカル DVD』 zetima EPBE-5216 - 8（3枚組）（2006年11月29日）※2006年8月新宿コマ劇場の舞台公演の収録。
- リボンの騎士 Complete BOX[XT-2689/98][DVD10枚組]、コロムビアミュージックエンタテインメント、2008年7月23日（虫プロ製作のテレビアニメの全エピソード＋パイロットフィルム）※音楽：冨田勲
- サウンドシアタードラマCD リボンの騎士（発売元：モモグレ、販売元：アルドゥール）品番：MOMO-8008、2011年1月27日
- TV用王子編のOP旋律を王女編の歌詞で初音ミク（ボーカロイド）が歌う曲「リボンの騎士」がCD「イーハトーヴ交響曲」（2013年1月23日、日本コロムビア、COGQ-62）に収録。これは2012年11月23日に東京オペラシティで行われた冨田勲の「イーハトーヴ」交響曲初演コンサートのアンコール演奏の録音。
- 「なかよし60周年記念公演 ミュージカル「リボンの騎士」」DVD（1枚）、ネルケプランニング（2016年4月28日）※2015年11月・12月に行われた舞台公演の収録。

上記以外にも、フジテレビのテレビアニメ版については、（少なくとも）第一話の上映用貸出16mm映写機フィルム，家庭用8mm映写機用の「あばれ王子（？）」の他に、LDによる収録、VHSテープによる収録もあった。そのほか、輸出されたフィルムから再編集して作られた単発長編で（輸出時の契約条項を無視して）日本国内に持ち込まれたものが、あろうことか日本の大手テレビ局で外国映画作品として紹介され放送される珍事件が起きたこともある。

## リメイク
- サファイア リボンの騎士（『なかよし』。2008年5月号〜2009年7月号。シナリオ：高橋ナツコ・作画：花森ぴんく） - 現代の日本を舞台に子孫の先祖の名前を継いだサファイアを主人公とする物語。
- RE:BORN 仮面の男とリボンの騎士（『ぷら＠ほ〜む』→『スピネル』。2013年7月配信～連載中。シナリオ：神楽坂淳・作画：フカキショウコ） - ジュラルミン大公の息子・プラスチックが主人公、サファイアが準主人公兼ヒロインになっている。また、「サファイアが持つ男の心は本来プラスチックに授けられるはずだった心」「チンクは黒幕の陰謀を阻止するため地上に訪れた天界の使者」など、独自のアレンジが加えられている。
- 新約・リボンの騎士（『テヅコミ』。vol.1（創刊号）～vol.18（最終号）。作画：武礼堂（村正みかど・宮本ろば・はまむらとしきり））
- ヘケート――女の子ってなんなの!?（『テヅコミ』。vol.5。作画：エルザ・ブランツ ・翻訳：原正人。読み切り作品（単行本未収録））